# If Eyes Could Speak
If Eyes Could Speak è un brano musicale di Devon Werkheiser.

## Composizione
Il brano, scritto da Werkheiser con l'aiuto di Rune Westberg, un musicista danese, raggiunse subito successo tra i brani del giovane cantante statunitense, entrando, in versione acustica, sul suo myspace insieme ad altre canzoni (quali California Sun,So It Goes, What Did I Miss e You Wear It Well) e nella colonna sonora del film Love at First Hiccup, in cui Werkheiser stesso interpretava le parti del protagonista. Il 1º aprile 2010 il brano fu pubblicato su iTunes come primo singolo di Devon Werkheiser in una versione polifonica.

## La canzone
Come ha dichiarato Werkheiser in un'intervista, il brano è stato scritto per tutti i ragazzi che non trovavano il coraggio di dichiararsi. La canzone, di una durata di tre minuti circa, si sviluppa in due strofe, un ritornello e un ponte; il testo è stato scritto dal punto di vista di un ragazzo che racconta in prima persona le emozioni vissute davanti alla ragazza dei suoi sogni. A febbraio 2010 Werkheiser ha annunciato che il primo aprile seguente il brano sarebbe stato pubblicato su iTunes come suo primo singolo in una versione polifonica.

## Il video
Il video della canzone, disponibile su YouTube, è stato pubblicato da Werkheiser il 16 giugno 2010. Inizialmente avrebbe dovuto essere stato girato insieme alla cantante Brook Scher, ma poi, per motivi tecnici, fu girato insieme all'allora fidanzata di Devon Molly McCook e diretto dalla Mikul Photography. Girato interamente nei territori circostanti la casa del cantante, il video mostra Devon e la fidanzata su una terrazza.

## Curiosità
- La canzone è stata ballata da Courtney Galiano il 26 maggio 2010 nella trasmissione Good day New York sul canale Fox 5
- La canzone è presente nella colonna sonora del film Love at First Hiccup in cui Werkheiser interpretava le parti del protagonista